# Стотс Сити (Мисури)
Стотс Сити (енгл. Stotts City) град је у америчкој савезној држави Мисури.

## Демографија
По попису из 2010. године број становника је 220, што је 30 (-12,0%) становника мање него 2000. године.
| Група             | 2000.       | 2010.       |
| Белци             | 206 (82,4%) | 200 (90,9%) |
| Афроамериканци    | 3 (1,2%)    | 2 (0,9%)    |
| Азијати           | 0 (0,0%)    | 0 (0,0%)    |
| Хиспаноамериканци | 23 (9,2%)   | 13 (5,9%)   |
| Укупно            | 250         | 220         |